# Tour de Pologne 2025
Tour de Pologne 2025 – 82. edycja wyścigu kolarskiego Tour de Pologne, która odbyła się w dniach od 4 do 10 sierpnia 2025. Wyścig składał się z 7 etapów o łącznej długości ponad 1075 kilometrów. Rozpoczął się we Wrocławiu, a zakończył w Wieliczce. Impreza kategorii 2.UWT należała do cyklu UCI World Tour 2025.

## Etapy
Trasa wyścigu została zaprezentowana 13 czerwca 2025 roku.
| Etap | Data   | Start – Meta                              | type                       | Dystans (km) | Suma wzniesień (m) | Zwycięzca etapu    | Lider              |
| ---- | ------ | ----------------------------------------- | -------------------------- | ------------ | ------------------ | ------------------ | ------------------ |
| 1    | 4 sie  | Wrocław – Legnica                         | płaski                     | 199,7        | 801 m              | Olav Kooij         | Olav Kooij         |
| 2    | 5 sie  | Karpacz – Karpacz                         | pagórkowaty                | 149,4        | 2199 m             | Paul Lapeira       | Paul Lapeira       |
| 3    | 6 sie  | Wałbrzych – Wałbrzych                     | pagórkowaty                | 159,3        | 3465 m             | Ben Turner         | Paul Lapeira       |
| 4    | 7 sie  | Rybnik – Cieszyn                          | pagórkowaty                | 201,4        | 2242 m             | Paul Magnier       | Paul Lapeira       |
| 5    | 8 sie  | Katowice – Zakopane                       | pagórkowaty                | 206,1        | 2759 m             | Matthew Brennan    | Paul Lapeira       |
| 6    | 9 sie  | Bukowina Tatrzańska – Bukowina Tatrzańska | pagórkowaty                | 147,5        | 2808 m             | Victor Langellotti | Victor Langellotti |
| 7    | 10 sie | Wieliczka – Wieliczka                     | jazda indywidualna na czas | 12,5         | 175 m              | Brandon McNulty    | Brandon McNulty    |

## Uczestnicy

### Drużyny
| WorldTeams (18)- UAE Team Emirates XRG - EF Education-EasyPost - Alpecin-Deceuninck - Arkéa-B&B Hotels - XDS Astana Team - Bahrain-Victorious - Cofidis - Decathlon AG2R La Mondiale Team - Groupama-FDJ - Ineos Grenadiers - Intermarché-Wanty - Lidl-Trek - Movistar Team - Red Bull-BORA-hansgrohe - Soudal Quick-Step - Team Picnic-PostNL - Team Jayco AlUla - Team Visma \| Lease a Bike ProTeams (3)- Israel-Premier Tech - Tudor Pro Cycling Team - Lotto Reprezentacja- Polska |
| |

### Lista startowa
| Team Visma \| Lease a Bike TVL | Team Visma \| Lease a Bike TVL | Team Visma \| Lease a Bike TVL |
| ------------------------------ | ------------------------------ | ------------------------------ |
| Nr                             | Kolarz                         | Miejsce                        |
| 1                              | Niklas Behrens (GER)           | DNS-6                          |
| 2                              | Olav Kooij (NED)               | 93.                            |
| 3                              | Menno Huising (NED)            | 27.                            |
| 4                              | Daniel McLay (GBR)             | DNF-6                          |
| 5                              | Attila Valter (HUN)            | 23.                            |
| 6                              | Matthew Brennan (GBR)          | 44.                            |
| 7                              | Steven Kruijswijk (NED)        | 53.                            |

| Alpecin-Deceuninck ADC | Alpecin-Deceuninck ADC      | Alpecin-Deceuninck ADC |
| ---------------------- | --------------------------- | ---------------------- |
| Nr                     | Kolarz                      | Miejsce                |
| 11                     | Lars Boven (NED)            | DNF-3                  |
| 12                     | Quinten Hermans (BEL)       | 16.                    |
| 13                     | Timo Kielich (BEL)          | 87.                    |
| 14                     | Jensen Plowright (AUS)      | 70.                    |
| 15                     | Fabio Van den Bossche (BEL) | 85.                    |
| 16                     | Stan Van Tricht (BEL)       | 104.                   |
| 17                     | Samuel Gaze (NZL)           | 76.                    |

| Arkéa-B&B Hotels ARK | Arkéa-B&B Hotels ARK          | Arkéa-B&B Hotels ARK |
| -------------------- | ----------------------------- | -------------------- |
| Nr                   | Kolarz                        | Miejsce              |
| 21                   | Giosuè Epis (ITA)             | 66.                  |
| 22                   | Donavan Grondin (FRA)         | DNF-3                |
| 23                   | Miles Scotson (AUS)           | 109.                 |
| 24                   | Florian Sénéchal (FRA)        | DNF-5                |
| 25                   | Embret Svestad-Bårdseng (NOR) | 14.                  |
| 26                   | Pierre Thierry (FRA)          | DSQ-3                |
| 27                   | Alessandro Verre (ITA)        | 77.                  |

| Bahrain Victorious TBV | Bahrain Victorious TBV  | Bahrain Victorious TBV |
| ---------------------- | ----------------------- | ---------------------- |
| Nr                     | Kolarz                  | Miejsce                |
| 31                     | Pello Bilbao (ESP)      | 9.                     |
| 32                     | Roman Ermakov           | 61.                    |
| 33                     | Jack Haig (AUS)         | 31.                    |
| 34                     | Fran Miholjević (CRO)   | 89.                    |
| 35                     | Antonio Tiberi (ITA)    | 2.                     |
| 36                     | Vlad Van Mechelen (BEL) | 97.                    |
| 37                     | Edoardo Zambanini (ITA) | 38.                    |

| Cofidis COF | Cofidis COF                 | Cofidis COF |
| ----------- | --------------------------- | ----------- |
| Nr          | Kolarz                      | Miejsce     |
| 41          | Stanisław Aniołkowski (POL) | DNS-5       |
| 42          | Piet Allegaert (BEL)        | DNF-6       |
| 43          | Nolann Mahoudo (FRA)        | 69.         |
| 44          | Jan Maas (NED)              | 39.         |
| 45          | Paul Ourselin (FRA)         | DNS-6       |
| 46          | Anthony Perez (FRA)         | 73.         |
| 47          | Aimé De Gendt (BEL)         | 42.         |

| Decathlon-AG2R La Mondiale DAT | Decathlon-AG2R La Mondiale DAT | Decathlon-AG2R La Mondiale DAT |
| ------------------------------ | ------------------------------ | ------------------------------ |
| Nr                             | Kolarz                         | Miejsce                        |
| 51                             | Sam Bennett (IRL)              | DNF-4                          |
| 52                             | Oscar Chamberlain (AUS)        | 101.                           |
| 53                             | Stan Dewulf (BEL)              | 54.                            |
| 54                             | Dorian Godon (FRA) (szosa)     | 74.                            |
| 55                             | Paul Lapeira (FRA)             | 34.                            |
| 56                             | Rasmus Søjberg Pedersen (DEN)  | DNF-2                          |
| 57                             | Johannes Staune-Mittet (NOR)   | 12.                            |

| EF Education-EasyPost EFE | EF Education-EasyPost EFE   | EF Education-EasyPost EFE |
| ------------------------- | --------------------------- | ------------------------- |
| Nr                        | Kolarz                      | Miejsce                   |
| 61                        | Owain Doull (GBR)           | DNF-3                     |
| 62                        | Max Walker (GBR)            | 98.                       |
| 63                        | Marijn van den Berg (NED)   | 62.                       |
| 64                        | Mikkel Frølich Honoré (DEN) | DNS-5                     |
| 65                        | Darren Rafferty (IRL)       | 86.                       |
| 66                        | Madis Mihkels (EST) (szosa) | 103.                      |
| 67                        | Colby Simmons (USA)         | 29.                       |

| Groupama-FDJ GFC | Groupama-FDJ GFC    | Groupama-FDJ GFC |
| ---------------- | ------------------- | ---------------- |
| Nr               | Kolarz              | Miejsce          |
| 71               | Rémi Cavagna (FRA)  | DNF-6            |
| 72               | Clément Davy (FRA)  | 65.              |
| 73               | Thibaud Gruel (FRA) | 25.              |
| 74               | Johan Jacobs (SUI)  | 63.              |
| 75               | Stefan Küng (SUI)   | 40.              |
| 76               | Rudy Molard (FRA)   | 15.              |
| 77               | Enzo Paleni (FRA)   | DNS-7            |

| Ineos Grenadiers IGD | Ineos Grenadiers IGD     | Ineos Grenadiers IGD |
| -------------------- | ------------------------ | -------------------- |
| Nr                   | Kolarz                   | Miejsce              |
| 81                   | Lucas Hamilton (AUS)     |                      |
| 82                   | Bob Jungels (LUX) (ITT)  | DNS-3                |
| 83                   | Michał Kwiatkowski (POL) | DNS-6                |
| 84                   | Victor Langellotti (MON) | 5.                   |
| 85                   | Michael Leonard (CAN)    | 78.                  |
| 86                   | Magnus Sheffield (USA)   | DNS-6                |
| 87                   | Ben Turner (GBR)         | 57.                  |

| Intermarché-Wanty IWA | Intermarché-Wanty IWA   | Intermarché-Wanty IWA |
| --------------------- | ----------------------- | --------------------- |
| Nr                    | Kolarz                  | Miejsce               |
| 91                    | Huub Artz (NED)         | 71.                   |
| 92                    | Kamiel Bonneu (BEL)     | DNF-4                 |
| 93                    | Francesco Busatto (ITA) | 49.                   |
| 94                    | Alexander Kamp (DEN)    | 71.                   |
| 95                    | Tom Paquot (BEL)        | 90.                   |
| 96                    | Gerben Thijssen (BEL)   | DNF-6                 |
| 97                    | Gijs Van Hoecke (BEL)   | 91.                   |

| Lidl-Trek LTK | Lidl-Trek LTK                     | Lidl-Trek LTK |
| ------------- | --------------------------------- | ------------- |
| Nr            | Kolarz                            | Miejsce       |
| 101           | Andrea Bagioli (ITA)              |               |
| 102           | Alex Kirsch (LUX)                 | DNS-2         |
| 103           | Bauke Mollema (NED)               | DNF-6         |
| 104           | Jacopo Mosca (ITA)                | 35.           |
| 105           | Sam Oomen (NED)                   | 20.           |
| 106           | Tim Torn Teutenberg (GER)         | 64.           |
| 107           | Mathias Vacek (CZE) (szosa i ITT) | DNF-3         |

| Movistar Team MOV | Movistar Team MOV        | Movistar Team MOV |
| ----------------- | ------------------------ | ----------------- |
| Nr                | Kolarz                   | Miejsce           |
| 111               | Davide Cimolai (ITA)     | 108.              |
| 112               | Davide Formolo (ITA)     | 17.               |
| 113               | Fernando Gaviria (COL)   | 112.              |
| 114               | Lorenzo Milesi (ITA)     | 37.               |
| 115               | Manlio Moro (ITA)        | 102.              |
| 116               | Gonzalo Serrano (ESP)    | 81.               |
| 117               | Natnael Tesfatsion (ERI) | 45.               |

| Red Bull-Bora-Hansgrohe RBH | Red Bull-Bora-Hansgrohe RBH   | Red Bull-Bora-Hansgrohe RBH |
| --------------------------- | ----------------------------- | --------------------------- |
| Nr                          | Kolarz                        | Miejsce                     |
| 121                         | Finn Fisher-Black (NZL) (ITT) | DNS-6                       |
| 122                         | Jonas Koch (GER)              | 67.                         |
| 123                         | Filip Maciejuk (POL) (ITT)    | 59.                         |
| 124                         | Daniel Felipe Martínez (COL)  | 46.                         |
| 125                         | Matteo Sobrero (ITA)          | 3.                          |
| 126                         | Tim van Dijke (NED)           | DNS-6                       |
| 127                         | Maxim Van Gils (BEL)          | DNS-4                       |

| Soudal Quick-Step SOQ | Soudal Quick-Step SOQ         | Soudal Quick-Step SOQ |
| --------------------- | ----------------------------- | --------------------- |
| Nr                    | Kolarz                        | Miejsce               |
| 131                   | Ayco Bastiaens (BEL)          | 92.                   |
| 132                   | Ethan Hayter (GBR) (ITT)      | DNS-6                 |
| 133                   | Paul Magnier (FRA)            | 41.                   |
| 134                   | Casper Pedersen (DEN)         | DNF-6                 |
| 135                   | Andrea Raccagni Noviero (ITA) | DNS-6                 |
| 136                   | Pepijn Reinderink (NED)       | DNS-5                 |
| 137                   | Martin Svrček (SVK)           | 50.                   |

| Lotto LOT | Lotto LOT              | Lotto LOT |
| --------- | ---------------------- | --------- |
| Nr        | Kolarz                 | Miejsce   |
| 141       | Cédric Beullens (BEL)  | DNS-5     |
| 142       | Lars Craps (BEL)       | 32.       |
| 144       | Jasper De Buyst (BEL)  | 83.       |
| 145       | Arjen Livyns (BEL)     | 52.       |
| 146       | Lionel Taminiaux (BEL) | 107.      |
| 147       | Reuben Thompson (NZL)  | 58.       |
| 148       | Elia Viviani (ITA)     | 110.      |

| Team Jayco AlUla JAY | Team Jayco AlUla JAY          | Team Jayco AlUla JAY |
| -------------------- | ----------------------------- | -------------------- |
| Nr                   | Kolarz                        | Miejsce              |
| 151                  | Koen Bouwman (NED)            | DNS-5                |
| 152                  | Patrick Gamper (AUT)          | 72.                  |
| 153                  | Filippo Zana (ITA)            | 10.                  |
| 154                  | Alessandro De Marchi (ITA)    | 94.                  |
| 155                  | Christopher Juul-Jensen (DEN) | 43.                  |
| 156                  | Kelland O’Brien (AUS)         | DNS-7                |
| 157                  | Jasha Sütterlin (GER)         | 36.                  |

| Team Picnic-PostNL TPP | Team Picnic-PostNL TPP        | Team Picnic-PostNL TPP |
| ---------------------- | ----------------------------- | ---------------------- |
| Nr                     | Kolarz                        | Miejsce                |
| 161                    | Patrick Eddy (AUS)            | 88.                    |
| 162                    | Chris Hamilton (AUS)          | 18.                    |
| 163                    | Gijs Leemreize (NED)          | 28.                    |
| 164                    | Juan Guillermo Martínez (COL) | DNS-7                  |
| 165                    | Max Poole (GBR)               | DNS-5                  |
| 166                    | Timo Roosen (NED)             | 82.                    |
| 167                    | Casper van Uden (NED)         | DNS-6                  |

| UAE Team Emirates XRG UAD | UAE Team Emirates XRG UAD  | UAE Team Emirates XRG UAD |
| ------------------------- | -------------------------- | ------------------------- |
| Nr                        | Kolarz                     | Miejsce                   |
| 171                       | Filippo Baroncini (ITA)    | DNF-3                     |
| 172                       | Jan Christen (SUI)         | 4.                        |
| 173                       | Julius Johansen (DEN)      | 84.                       |
| 174                       | Vegard Stake Laengen (NOR) | 56.                       |
| 175                       | Rafał Majka (POL) (szosa)  | 8.                        |
| 176                       | Brandon McNulty (USA)      | 1.                        |
| 177                       | Florian Vermeersch (BEL)   | 55.                       |

| XDS Astana Team XAT | XDS Astana Team XAT     | XDS Astana Team XAT |
| ------------------- | ----------------------- | ------------------- |
| Nr                  | Kolarz                  | Miejsce             |
| 181                 | Alberto Bettiol (ITA)   | 6.                  |
| 182                 | Michele Gazzoli (ITA)   | 106.                |
| 183                 | Max Kanter (GER)        | 79.                 |
| 184                 | Ide Schelling (NED)     | 96.                 |
| 185                 | Alessandro Romele (ITA) | 99.                 |
| 186                 | Diego Ulissi (ITA)      | 19.                 |
| 187                 | Nicolas Winokurow (KAZ) | 48.                 |

| Israel-Premier Tech IPT | Israel-Premier Tech IPT  | Israel-Premier Tech IPT |
| ----------------------- | ------------------------ | ----------------------- |
| Nr                      | Kolarz                   | Miejsce                 |
| 191                     | George Bennett (NZL)     | 24.                     |
| 192                     | Pier-André Côté (CAN)    | DNS-7                   |
| 193                     | Marco Frigo (ITA)        | 7.                      |
| 194                     | Chris Froome (GBR)       | 68.                     |
| 195                     | Nadav Raisberg (ISR)     | 60.                     |
| 196                     | Matthew Riccitello (USA) | 13.                     |
| 197                     | Ethan Vernon (GBR)       | 75.                     |

| Tudor Pro Cycling Team TUD | Tudor Pro Cycling Team TUD     | Tudor Pro Cycling Team TUD |
| -------------------------- | ------------------------------ | -------------------------- |
| Nr                         | Kolarz                         | Miejsce                    |
| 201                        | Arvid de Kleijn (NED)          | 105.                       |
| 202                        | Sebastian Kolze Changizi (DEN) | 100.                       |
| 203                        | Hannes Wilksch (GER)           | 47.                        |
| 204                        | Arthur Kluckers (LUX) (szosa)  | 95.                        |
| 205                        | Luc Wirtgen (LUX)              | DNF-2                      |
| 206                        | Yannis Voisard (SUI)           | 11.                        |
| 207                        | Maikel Zijlaard (NED)          | DNS-5                      |

| Polska POL | Polska POL          | Polska POL |
| ---------- | ------------------- | ---------- |
| Nr         | Kolarz              | Miejsce    |
| 211        | Paweł Bernas        | DNS-6      |
| 212        | Marcin Budziński    | 33.        |
| 213        | Tomasz Budziński    | 80.        |
| 214        | Mateusz Gajdulewicz | 30.        |
| 215        | Piotr Pękala        |            |
| 216        | Michał Pomorski     | DNF-6      |
| 217        | Patryk Stosz        |            |

| Team Visma \| Lease a Bike TVL | Team Visma \| Lease a Bike TVL | Team Visma \| Lease a Bike TVL |
| ------------------------------ | ------------------------------ | ------------------------------ |
| Nr                             | Kolarz                         | Miejsce                        |
| 1                              | Niklas Behrens (GER)           | DNS-6                          |
| 2                              | Olav Kooij (NED)               | 93.                            |
| 3                              | Menno Huising (NED)            | 27.                            |
| 4                              | Daniel McLay (GBR)             | DNF-6                          |
| 5                              | Attila Valter (HUN)            | 23.                            |
| 6                              | Matthew Brennan (GBR)          | 44.                            |
| 7                              | Steven Kruijswijk (NED)        | 53.                            |

| Alpecin-Deceuninck ADC | Alpecin-Deceuninck ADC      | Alpecin-Deceuninck ADC |
| ---------------------- | --------------------------- | ---------------------- |
| Nr                     | Kolarz                      | Miejsce                |
| 11                     | Lars Boven (NED)            | DNF-3                  |
| 12                     | Quinten Hermans (BEL)       | 16.                    |
| 13                     | Timo Kielich (BEL)          | 87.                    |
| 14                     | Jensen Plowright (AUS)      | 70.                    |
| 15                     | Fabio Van den Bossche (BEL) | 85.                    |
| 16                     | Stan Van Tricht (BEL)       | 104.                   |
| 17                     | Samuel Gaze (NZL)           | 76.                    |

| Arkéa-B&B Hotels ARK | Arkéa-B&B Hotels ARK          | Arkéa-B&B Hotels ARK |
| -------------------- | ----------------------------- | -------------------- |
| Nr                   | Kolarz                        | Miejsce              |
| 21                   | Giosuè Epis (ITA)             | 66.                  |
| 22                   | Donavan Grondin (FRA)         | DNF-3                |
| 23                   | Miles Scotson (AUS)           | 109.                 |
| 24                   | Florian Sénéchal (FRA)        | DNF-5                |
| 25                   | Embret Svestad-Bårdseng (NOR) | 14.                  |
| 26                   | Pierre Thierry (FRA)          | DSQ-3                |
| 27                   | Alessandro Verre (ITA)        | 77.                  |

| Bahrain Victorious TBV | Bahrain Victorious TBV  | Bahrain Victorious TBV |
| ---------------------- | ----------------------- | ---------------------- |
| Nr                     | Kolarz                  | Miejsce                |
| 31                     | Pello Bilbao (ESP)      | 9.                     |
| 32                     | Roman Ermakov           | 61.                    |
| 33                     | Jack Haig (AUS)         | 31.                    |
| 34                     | Fran Miholjević (CRO)   | 89.                    |
| 35                     | Antonio Tiberi (ITA)    | 2.                     |
| 36                     | Vlad Van Mechelen (BEL) | 97.                    |
| 37                     | Edoardo Zambanini (ITA) | 38.                    |

| Cofidis COF | Cofidis COF                 | Cofidis COF |
| ----------- | --------------------------- | ----------- |
| Nr          | Kolarz                      | Miejsce     |
| 41          | Stanisław Aniołkowski (POL) | DNS-5       |
| 42          | Piet Allegaert (BEL)        | DNF-6       |
| 43          | Nolann Mahoudo (FRA)        | 69.         |
| 44          | Jan Maas (NED)              | 39.         |
| 45          | Paul Ourselin (FRA)         | DNS-6       |
| 46          | Anthony Perez (FRA)         | 73.         |
| 47          | Aimé De Gendt (BEL)         | 42.         |

| Decathlon-AG2R La Mondiale DAT | Decathlon-AG2R La Mondiale DAT | Decathlon-AG2R La Mondiale DAT |
| ------------------------------ | ------------------------------ | ------------------------------ |
| Nr                             | Kolarz                         | Miejsce                        |
| 51                             | Sam Bennett (IRL)              | DNF-4                          |
| 52                             | Oscar Chamberlain (AUS)        | 101.                           |
| 53                             | Stan Dewulf (BEL)              | 54.                            |
| 54                             | Dorian Godon (FRA) (szosa)     | 74.                            |
| 55                             | Paul Lapeira (FRA)             | 34.                            |
| 56                             | Rasmus Søjberg Pedersen (DEN)  | DNF-2                          |
| 57                             | Johannes Staune-Mittet (NOR)   | 12.                            |

| EF Education-EasyPost EFE | EF Education-EasyPost EFE   | EF Education-EasyPost EFE |
| ------------------------- | --------------------------- | ------------------------- |
| Nr                        | Kolarz                      | Miejsce                   |
| 61                        | Owain Doull (GBR)           | DNF-3                     |
| 62                        | Max Walker (GBR)            | 98.                       |
| 63                        | Marijn van den Berg (NED)   | 62.                       |
| 64                        | Mikkel Frølich Honoré (DEN) | DNS-5                     |
| 65                        | Darren Rafferty (IRL)       | 86.                       |
| 66                        | Madis Mihkels (EST) (szosa) | 103.                      |
| 67                        | Colby Simmons (USA)         | 29.                       |

| Groupama-FDJ GFC | Groupama-FDJ GFC    | Groupama-FDJ GFC |
| ---------------- | ------------------- | ---------------- |
| Nr               | Kolarz              | Miejsce          |
| 71               | Rémi Cavagna (FRA)  | DNF-6            |
| 72               | Clément Davy (FRA)  | 65.              |
| 73               | Thibaud Gruel (FRA) | 25.              |
| 74               | Johan Jacobs (SUI)  | 63.              |
| 75               | Stefan Küng (SUI)   | 40.              |
| 76               | Rudy Molard (FRA)   | 15.              |
| 77               | Enzo Paleni (FRA)   | DNS-7            |

| Ineos Grenadiers IGD | Ineos Grenadiers IGD     | Ineos Grenadiers IGD |
| -------------------- | ------------------------ | -------------------- |
| Nr                   | Kolarz                   | Miejsce              |
| 81                   | Lucas Hamilton (AUS)     |                      |
| 82                   | Bob Jungels (LUX) (ITT)  | DNS-3                |
| 83                   | Michał Kwiatkowski (POL) | DNS-6                |
| 84                   | Victor Langellotti (MON) | 5.                   |
| 85                   | Michael Leonard (CAN)    | 78.                  |
| 86                   | Magnus Sheffield (USA)   | DNS-6                |
| 87                   | Ben Turner (GBR)         | 57.                  |

| Intermarché-Wanty IWA | Intermarché-Wanty IWA   | Intermarché-Wanty IWA |
| --------------------- | ----------------------- | --------------------- |
| Nr                    | Kolarz                  | Miejsce               |
| 91                    | Huub Artz (NED)         | 71.                   |
| 92                    | Kamiel Bonneu (BEL)     | DNF-4                 |
| 93                    | Francesco Busatto (ITA) | 49.                   |
| 94                    | Alexander Kamp (DEN)    | 71.                   |
| 95                    | Tom Paquot (BEL)        | 90.                   |
| 96                    | Gerben Thijssen (BEL)   | DNF-6                 |
| 97                    | Gijs Van Hoecke (BEL)   | 91.                   |

| Lidl-Trek LTK | Lidl-Trek LTK                     | Lidl-Trek LTK |
| ------------- | --------------------------------- | ------------- |
| Nr            | Kolarz                            | Miejsce       |
| 101           | Andrea Bagioli (ITA)              |               |
| 102           | Alex Kirsch (LUX)                 | DNS-2         |
| 103           | Bauke Mollema (NED)               | DNF-6         |
| 104           | Jacopo Mosca (ITA)                | 35.           |
| 105           | Sam Oomen (NED)                   | 20.           |
| 106           | Tim Torn Teutenberg (GER)         | 64.           |
| 107           | Mathias Vacek (CZE) (szosa i ITT) | DNF-3         |

| Movistar Team MOV | Movistar Team MOV        | Movistar Team MOV |
| ----------------- | ------------------------ | ----------------- |
| Nr                | Kolarz                   | Miejsce           |
| 111               | Davide Cimolai (ITA)     | 108.              |
| 112               | Davide Formolo (ITA)     | 17.               |
| 113               | Fernando Gaviria (COL)   | 112.              |
| 114               | Lorenzo Milesi (ITA)     | 37.               |
| 115               | Manlio Moro (ITA)        | 102.              |
| 116               | Gonzalo Serrano (ESP)    | 81.               |
| 117               | Natnael Tesfatsion (ERI) | 45.               |

| Red Bull-Bora-Hansgrohe RBH | Red Bull-Bora-Hansgrohe RBH   | Red Bull-Bora-Hansgrohe RBH |
| --------------------------- | ----------------------------- | --------------------------- |
| Nr                          | Kolarz                        | Miejsce                     |
| 121                         | Finn Fisher-Black (NZL) (ITT) | DNS-6                       |
| 122                         | Jonas Koch (GER)              | 67.                         |
| 123                         | Filip Maciejuk (POL) (ITT)    | 59.                         |
| 124                         | Daniel Felipe Martínez (COL)  | 46.                         |
| 125                         | Matteo Sobrero (ITA)          | 3.                          |
| 126                         | Tim van Dijke (NED)           | DNS-6                       |
| 127                         | Maxim Van Gils (BEL)          | DNS-4                       |

| Soudal Quick-Step SOQ | Soudal Quick-Step SOQ         | Soudal Quick-Step SOQ |
| --------------------- | ----------------------------- | --------------------- |
| Nr                    | Kolarz                        | Miejsce               |
| 131                   | Ayco Bastiaens (BEL)          | 92.                   |
| 132                   | Ethan Hayter (GBR) (ITT)      | DNS-6                 |
| 133                   | Paul Magnier (FRA)            | 41.                   |
| 134                   | Casper Pedersen (DEN)         | DNF-6                 |
| 135                   | Andrea Raccagni Noviero (ITA) | DNS-6                 |
| 136                   | Pepijn Reinderink (NED)       | DNS-5                 |
| 137                   | Martin Svrček (SVK)           | 50.                   |

| Lotto LOT | Lotto LOT              | Lotto LOT |
| --------- | ---------------------- | --------- |
| Nr        | Kolarz                 | Miejsce   |
| 141       | Cédric Beullens (BEL)  | DNS-5     |
| 142       | Lars Craps (BEL)       | 32.       |
| 144       | Jasper De Buyst (BEL)  | 83.       |
| 145       | Arjen Livyns (BEL)     | 52.       |
| 146       | Lionel Taminiaux (BEL) | 107.      |
| 147       | Reuben Thompson (NZL)  | 58.       |
| 148       | Elia Viviani (ITA)     | 110.      |

| Team Jayco AlUla JAY | Team Jayco AlUla JAY          | Team Jayco AlUla JAY |
| -------------------- | ----------------------------- | -------------------- |
| Nr                   | Kolarz                        | Miejsce              |
| 151                  | Koen Bouwman (NED)            | DNS-5                |
| 152                  | Patrick Gamper (AUT)          | 72.                  |
| 153                  | Filippo Zana (ITA)            | 10.                  |
| 154                  | Alessandro De Marchi (ITA)    | 94.                  |
| 155                  | Christopher Juul-Jensen (DEN) | 43.                  |
| 156                  | Kelland O’Brien (AUS)         | DNS-7                |
| 157                  | Jasha Sütterlin (GER)         | 36.                  |

| Team Picnic-PostNL TPP | Team Picnic-PostNL TPP        | Team Picnic-PostNL TPP |
| ---------------------- | ----------------------------- | ---------------------- |
| Nr                     | Kolarz                        | Miejsce                |
| 161                    | Patrick Eddy (AUS)            | 88.                    |
| 162                    | Chris Hamilton (AUS)          | 18.                    |
| 163                    | Gijs Leemreize (NED)          | 28.                    |
| 164                    | Juan Guillermo Martínez (COL) | DNS-7                  |
| 165                    | Max Poole (GBR)               | DNS-5                  |
| 166                    | Timo Roosen (NED)             | 82.                    |
| 167                    | Casper van Uden (NED)         | DNS-6                  |

| UAE Team Emirates XRG UAD | UAE Team Emirates XRG UAD  | UAE Team Emirates XRG UAD |
| ------------------------- | -------------------------- | ------------------------- |
| Nr                        | Kolarz                     | Miejsce                   |
| 171                       | Filippo Baroncini (ITA)    | DNF-3                     |
| 172                       | Jan Christen (SUI)         | 4.                        |
| 173                       | Julius Johansen (DEN)      | 84.                       |
| 174                       | Vegard Stake Laengen (NOR) | 56.                       |
| 175                       | Rafał Majka (POL) (szosa)  | 8.                        |
| 176                       | Brandon McNulty (USA)      | 1.                        |
| 177                       | Florian Vermeersch (BEL)   | 55.                       |

| XDS Astana Team XAT | XDS Astana Team XAT     | XDS Astana Team XAT |
| ------------------- | ----------------------- | ------------------- |
| Nr                  | Kolarz                  | Miejsce             |
| 181                 | Alberto Bettiol (ITA)   | 6.                  |
| 182                 | Michele Gazzoli (ITA)   | 106.                |
| 183                 | Max Kanter (GER)        | 79.                 |
| 184                 | Ide Schelling (NED)     | 96.                 |
| 185                 | Alessandro Romele (ITA) | 99.                 |
| 186                 | Diego Ulissi (ITA)      | 19.                 |
| 187                 | Nicolas Winokurow (KAZ) | 48.                 |

| Israel-Premier Tech IPT | Israel-Premier Tech IPT  | Israel-Premier Tech IPT |
| ----------------------- | ------------------------ | ----------------------- |
| Nr                      | Kolarz                   | Miejsce                 |
| 191                     | George Bennett (NZL)     | 24.                     |
| 192                     | Pier-André Côté (CAN)    | DNS-7                   |
| 193                     | Marco Frigo (ITA)        | 7.                      |
| 194                     | Chris Froome (GBR)       | 68.                     |
| 195                     | Nadav Raisberg (ISR)     | 60.                     |
| 196                     | Matthew Riccitello (USA) | 13.                     |
| 197                     | Ethan Vernon (GBR)       | 75.                     |

| Tudor Pro Cycling Team TUD | Tudor Pro Cycling Team TUD     | Tudor Pro Cycling Team TUD |
| -------------------------- | ------------------------------ | -------------------------- |
| Nr                         | Kolarz                         | Miejsce                    |
| 201                        | Arvid de Kleijn (NED)          | 105.                       |
| 202                        | Sebastian Kolze Changizi (DEN) | 100.                       |
| 203                        | Hannes Wilksch (GER)           | 47.                        |
| 204                        | Arthur Kluckers (LUX) (szosa)  | 95.                        |
| 205                        | Luc Wirtgen (LUX)              | DNF-2                      |
| 206                        | Yannis Voisard (SUI)           | 11.                        |
| 207                        | Maikel Zijlaard (NED)          | DNS-5                      |

| Polska POL | Polska POL          | Polska POL |
| ---------- | ------------------- | ---------- |
| Nr         | Kolarz              | Miejsce    |
| 211        | Paweł Bernas        | DNS-6      |
| 212        | Marcin Budziński    | 33.        |
| 213        | Tomasz Budziński    | 80.        |
| 214        | Mateusz Gajdulewicz | 30.        |
| 215        | Piotr Pękala        |            |
| 216        | Michał Pomorski     | DNF-6      |
| 217        | Patryk Stosz        |            |

Legenda: DNF – nie ukończył etapu, OTL – przekroczył limit czasu, DNS – nie wystartował do etapu, DSQ – zdyskwalifikowany. Numer przy skrócie oznacza etap, na którym kolarz opuścił wyścig.

## Wyniki etapów

### Etap 1
| Wrocław - Lignica | płaski | (199,7 km) |

| \| Klasyfikacja etapu \| Klasyfikacja etapu \| Klasyfikacja etapu \| Klasyfikacja etapu \| Klasyfikacja etapu \| \| Kolarz \| Kolarz \| Państwo \| Drużyna \| Czas \| \| ------------------ \| ----------------------- \| ------------------ \| -------------------------- \| ------------------ \| \| 1. \| Olav Kooij \| Holandia \| Team Visma \\| Lease a Bike \| 4h 26' 36" \| \| 2. \| Paul Magnier \| Francja \| Soudal Quick-Step \| + 0" \| \| 3. \| Jensen Plowright \| Australia \| Alpecin-Deceuninck \| + 0" \| \| 4. \| Maikel Zijlaard \| Holandia \| Tudor Pro Cycling Team \| + 0" \| \| 5. \| Ethan Vernon \| Wielka Brytania \| Israel-Premier Tech \| + 0" \| \| 6. \| Stanisław Aniołkowski \| Polska \| Cofidis \| + 0" \| \| 7. \| Ben Turner \| Wielka Brytania \| Ineos Grenadiers \| + 0" \| \| 8. \| Florian Vermeersch \| Belgia \| UAE Team Emirates XRG \| + 0" \| \| 9. \| Max Kanter \| Niemcy \| XDS Astana Team \| + 0" \| \| 10. \| Rasmus Søjberg Pedersen \| Dania \| Decathlon-AG2R La Mondiale \| + 0" \| |                         |                 |                            |            |
| |                         |                 |                            |            |
| |                         |                 |                            |            |
| Klasyfikacja etapu |                         |                 |                            |            |
| Kolarz | Kolarz                  | Państwo         | Drużyna                    | Czas       |
| 1. | Olav Kooij              | Holandia        | Team Visma \| Lease a Bike | 4h 26' 36" |
| 2. | Paul Magnier            | Francja         | Soudal Quick-Step          | + 0"       |
| 3. | Jensen Plowright        | Australia       | Alpecin-Deceuninck         | + 0"       |
| 4. | Maikel Zijlaard         | Holandia        | Tudor Pro Cycling Team     | + 0"       |
| 5. | Ethan Vernon            | Wielka Brytania | Israel-Premier Tech        | + 0"       |
| 6. | Stanisław Aniołkowski   | Polska          | Cofidis                    | + 0"       |
| 7. | Ben Turner              | Wielka Brytania | Ineos Grenadiers           | + 0"       |
| 8. | Florian Vermeersch      | Belgia          | UAE Team Emirates XRG      | + 0"       |
| 9. | Max Kanter              | Niemcy          | XDS Astana Team            | + 0"       |
| 10. | Rasmus Søjberg Pedersen | Dania           | Decathlon-AG2R La Mondiale | + 0"       |

| \| Klasyfikacja generalna \| Klasyfikacja generalna \| Klasyfikacja generalna \| Klasyfikacja generalna \| Klasyfikacja generalna \| \| Kolarz \| Kolarz \| Państwo \| Drużyna \| Czas \| \| ---------------------- \| ---------------------- \| ---------------------- \| -------------------------- \| ---------------------- \| \| 1. \| Olav Kooij \| Holandia \| Team Visma \\| Lease a Bike \| 4h 26' 26" \| \| 2. \| Donavan Grondin \| Francja \| Arkéa-B&B Hotels \| + 2" \| \| 3. \| Paul Magnier \| Francja \| Soudal Quick-Step \| + 4" \| \| 4. \| Patryk Stosz \| Polska \| Polska \| + 5" \| \| 5. \| Lars Boven \| Holandia \| Alpecin-Deceuninck \| + 5" \| \| 6. \| Jensen Plowright \| Australia \| Alpecin-Deceuninck \| + 6" \| \| 7. \| Maikel Zijlaard \| Holandia \| Tudor Pro Cycling Team \| + 10" \| \| 8. \| Ethan Vernon \| Wielka Brytania \| Israel-Premier Tech \| + 10" \| \| 9. \| Stanisław Aniołkowski \| Polska \| Cofidis \| + 10" \| \| 10. \| Ben Turner \| Wielka Brytania \| Ineos Grenadiers \| + 10" \| |                       |                 |                            |            |
| |                       |                 |                            |            |
| |                       |                 |                            |            |
| Klasyfikacja generalna |                       |                 |                            |            |
| Kolarz | Kolarz                | Państwo         | Drużyna                    | Czas       |
| 1. | Olav Kooij            | Holandia        | Team Visma \| Lease a Bike | 4h 26' 26" |
| 2. | Donavan Grondin       | Francja         | Arkéa-B&B Hotels           | + 2"       |
| 3. | Paul Magnier          | Francja         | Soudal Quick-Step          | + 4"       |
| 4. | Patryk Stosz          | Polska          | Polska                     | + 5"       |
| 5. | Lars Boven            | Holandia        | Alpecin-Deceuninck         | + 5"       |
| 6. | Jensen Plowright      | Australia       | Alpecin-Deceuninck         | + 6"       |
| 7. | Maikel Zijlaard       | Holandia        | Tudor Pro Cycling Team     | + 10"      |
| 8. | Ethan Vernon          | Wielka Brytania | Israel-Premier Tech        | + 10"      |
| 9. | Stanisław Aniołkowski | Polska          | Cofidis                    | + 10"      |
| 10. | Ben Turner            | Wielka Brytania | Ineos Grenadiers           | + 10"      |

### Etap 2
| Karpacz - Karpacz | pagórkowaty | (149,4 km) |

| \| Klasyfikacja etapu \| Klasyfikacja etapu \| Klasyfikacja etapu \| Klasyfikacja etapu \| Klasyfikacja etapu \| \| Kolarz \| Kolarz \| Państwo \| Drużyna \| Czas \| \| ------------------ \| ------------------ \| ------------------ \| -------------------------- \| ------------------ \| \| 1. \| Paul Lapeira \| Francja \| Decathlon-AG2R La Mondiale \| 3h 29' 58" \| \| 2. \| Mathias Vacek \| Czechy \| Lidl-Trek \| + 2" \| \| 3. \| Victor Langellotti \| Monako \| Ineos Grenadiers \| + 2" \| \| 4. \| Antonio Tiberi \| Włochy \| Bahrain Victorious \| + 2" \| \| 5. \| Jan Christen \| Szwajcaria \| UAE Team Emirates XRG \| + 2" \| \| 6. \| Rudy Molard \| Francja \| Groupama-FDJ \| + 4" \| \| 7. \| Brandon McNulty \| Stany Zjednoczone \| UAE Team Emirates XRG \| + 4" \| \| 8. \| Finn Fisher-Black \| Nowa Zelandia \| Red Bull-Bora-Hansgrohe \| + 4" \| \| 9. \| Quinten Hermans \| Belgia \| Alpecin-Deceuninck \| + 4" \| \| 10. \| Rafał Majka \| Polska \| UAE Team Emirates XRG \| + 4" \| |                    |                   |                            |            |
| |                    |                   |                            |            |
| |                    |                   |                            |            |
| Klasyfikacja etapu |                    |                   |                            |            |
| Kolarz | Kolarz             | Państwo           | Drużyna                    | Czas       |
| 1. | Paul Lapeira       | Francja           | Decathlon-AG2R La Mondiale | 3h 29' 58" |
| 2. | Mathias Vacek      | Czechy            | Lidl-Trek                  | + 2"       |
| 3. | Victor Langellotti | Monako            | Ineos Grenadiers           | + 2"       |
| 4. | Antonio Tiberi     | Włochy            | Bahrain Victorious         | + 2"       |
| 5. | Jan Christen       | Szwajcaria        | UAE Team Emirates XRG      | + 2"       |
| 6. | Rudy Molard        | Francja           | Groupama-FDJ               | + 4"       |
| 7. | Brandon McNulty    | Stany Zjednoczone | UAE Team Emirates XRG      | + 4"       |
| 8. | Finn Fisher-Black  | Nowa Zelandia     | Red Bull-Bora-Hansgrohe    | + 4"       |
| 9. | Quinten Hermans    | Belgia            | Alpecin-Deceuninck         | + 4"       |
| 10. | Rafał Majka        | Polska            | UAE Team Emirates XRG      | + 4"       |

| \| Klasyfikacja generalna \| Klasyfikacja generalna \| Klasyfikacja generalna \| Klasyfikacja generalna \| Klasyfikacja generalna \| \| Kolarz \| Kolarz \| Państwo \| Drużyna \| Czas \| \| ---------------------- \| ---------------------- \| ---------------------- \| -------------------------- \| ---------------------- \| \| 1. \| Paul Lapeira \| Francja \| Decathlon-AG2R La Mondiale \| 7h 56' 24" \| \| 2. \| Mathias Vacek \| Czechy \| Lidl-Trek \| + 6" \| \| 3. \| Victor Langellotti \| Monako \| Ineos Grenadiers \| + 8" \| \| 4. \| Jan Christen \| Szwajcaria \| UAE Team Emirates XRG \| + 12" \| \| 5. \| Antonio Tiberi \| Włochy \| Bahrain Victorious \| + 12" \| \| 6. \| Brandon McNulty \| Stany Zjednoczone \| UAE Team Emirates XRG \| + 14" \| \| 7. \| Finn Fisher-Black \| Nowa Zelandia \| Red Bull-Bora-Hansgrohe \| + 14" \| \| 8. \| Quinten Hermans \| Belgia \| Alpecin-Deceuninck \| + 14" \| \| 9. \| Rudy Molard \| Francja \| Groupama-FDJ \| + 14" \| \| 10. \| Rafał Majka \| Polska \| UAE Team Emirates XRG \| + 14" \| |                    |                   |                            |            |
| |                    |                   |                            |            |
| |                    |                   |                            |            |
| Klasyfikacja generalna |                    |                   |                            |            |
| Kolarz | Kolarz             | Państwo           | Drużyna                    | Czas       |
| 1. | Paul Lapeira       | Francja           | Decathlon-AG2R La Mondiale | 7h 56' 24" |
| 2. | Mathias Vacek      | Czechy            | Lidl-Trek                  | + 6"       |
| 3. | Victor Langellotti | Monako            | Ineos Grenadiers           | + 8"       |
| 4. | Jan Christen       | Szwajcaria        | UAE Team Emirates XRG      | + 12"      |
| 5. | Antonio Tiberi     | Włochy            | Bahrain Victorious         | + 12"      |
| 6. | Brandon McNulty    | Stany Zjednoczone | UAE Team Emirates XRG      | + 14"      |
| 7. | Finn Fisher-Black  | Nowa Zelandia     | Red Bull-Bora-Hansgrohe    | + 14"      |
| 8. | Quinten Hermans    | Belgia            | Alpecin-Deceuninck         | + 14"      |
| 9. | Rudy Molard        | Francja           | Groupama-FDJ               | + 14"      |
| 10. | Rafał Majka        | Polska            | UAE Team Emirates XRG      | + 14"      |

### Etap 3
| Wałbrzych - Wałbrzych | pagórkowaty | (159,3 km) |

| \| Klasyfikacja etapu \| Klasyfikacja etapu \| Klasyfikacja etapu \| Klasyfikacja etapu \| Klasyfikacja etapu \| \| Kolarz \| Kolarz \| Państwo \| Drużyna \| Czas \| \| ------------------ \| ------------------ \| ------------------ \| --------------------- \| ------------------ \| \| 1. \| Ben Turner \| Wielka Brytania \| Ineos Grenadiers \| 4h 00' 46" \| \| 2. \| Pello Bilbao \| Hiszpania \| Bahrain Victorious \| + 0" \| \| 3. \| Andrea Bagioli \| Włochy \| Lidl-Trek \| + 0" \| \| 4. \| Jan Christen \| Szwajcaria \| UAE Team Emirates XRG \| + 0" \| \| 5. \| Arjen Livyns \| Belgia \| Lotto \| + 0" \| \| 6. \| Quinten Hermans \| Belgia \| Alpecin-Deceuninck \| + 0" \| \| 7. \| Pepijn Reinderink \| Holandia \| Soudal Quick-Step \| + 0" \| \| 8. \| Francesco Busatto \| Włochy \| Intermarché-Wanty \| + 0" \| \| 9. \| Jasha Sütterlin \| Niemcy \| Team Jayco AlUla \| + 0" \| \| 10. \| Marcin Budziński \| Polska \| Polska \| + 0" \| |                   |                 |                       |            |
| |                   |                 |                       |            |
| |                   |                 |                       |            |
| Klasyfikacja etapu |                   |                 |                       |            |
| Kolarz | Kolarz            | Państwo         | Drużyna               | Czas       |
| 1. | Ben Turner        | Wielka Brytania | Ineos Grenadiers      | 4h 00' 46" |
| 2. | Pello Bilbao      | Hiszpania       | Bahrain Victorious    | + 0"       |
| 3. | Andrea Bagioli    | Włochy          | Lidl-Trek             | + 0"       |
| 4. | Jan Christen      | Szwajcaria      | UAE Team Emirates XRG | + 0"       |
| 5. | Arjen Livyns      | Belgia          | Lotto                 | + 0"       |
| 6. | Quinten Hermans   | Belgia          | Alpecin-Deceuninck    | + 0"       |
| 7. | Pepijn Reinderink | Holandia        | Soudal Quick-Step     | + 0"       |
| 8. | Francesco Busatto | Włochy          | Intermarché-Wanty     | + 0"       |
| 9. | Jasha Sütterlin   | Niemcy          | Team Jayco AlUla      | + 0"       |
| 10. | Marcin Budziński  | Polska          | Polska                | + 0"       |

| \| Klasyfikacja generalna \| Klasyfikacja generalna \| Klasyfikacja generalna \| Klasyfikacja generalna \| Klasyfikacja generalna \| \| Kolarz \| Kolarz \| Państwo \| Drużyna \| Czas \| \| ---------------------- \| ---------------------- \| ---------------------- \| -------------------------- \| ---------------------- \| \| 1. \| Paul Lapeira \| Francja \| Decathlon-AG2R La Mondiale \| 11h 57' 10" \| \| 2. \| Victor Langellotti \| Monako \| Ineos Grenadiers \| + 8" \| \| 3. \| Jan Christen \| Szwajcaria \| UAE Team Emirates XRG \| + 12" \| \| 4. \| Antonio Tiberi \| Włochy \| Bahrain Victorious \| + 12" \| \| 5. \| Quinten Hermans \| Belgia \| Alpecin-Deceuninck \| + 14" \| \| 6. \| Finn Fisher-Black \| Nowa Zelandia \| Red Bull-Bora-Hansgrohe \| + 14" \| \| 7. \| Brandon McNulty \| Stany Zjednoczone \| UAE Team Emirates XRG \| + 14" \| \| 8. \| Rafał Majka \| Polska \| UAE Team Emirates XRG \| + 14" \| \| 9. \| Mikkel Frølich Honoré \| Dania \| EF Education-EasyPost \| + 18" \| \| 10. \| Alberto Bettiol \| Włochy \| XDS Astana Team \| + 18" \| |                       |                   |                            |             |
| |                       |                   |                            |             |
| |                       |                   |                            |             |
| Klasyfikacja generalna |                       |                   |                            |             |
| Kolarz | Kolarz                | Państwo           | Drużyna                    | Czas        |
| 1. | Paul Lapeira          | Francja           | Decathlon-AG2R La Mondiale | 11h 57' 10" |
| 2. | Victor Langellotti    | Monako            | Ineos Grenadiers           | + 8"        |
| 3. | Jan Christen          | Szwajcaria        | UAE Team Emirates XRG      | + 12"       |
| 4. | Antonio Tiberi        | Włochy            | Bahrain Victorious         | + 12"       |
| 5. | Quinten Hermans       | Belgia            | Alpecin-Deceuninck         | + 14"       |
| 6. | Finn Fisher-Black     | Nowa Zelandia     | Red Bull-Bora-Hansgrohe    | + 14"       |
| 7. | Brandon McNulty       | Stany Zjednoczone | UAE Team Emirates XRG      | + 14"       |
| 8. | Rafał Majka           | Polska            | UAE Team Emirates XRG      | + 14"       |
| 9. | Mikkel Frølich Honoré | Dania             | EF Education-EasyPost      | + 18"       |
| 10. | Alberto Bettiol       | Włochy            | XDS Astana Team            | + 18"       |

### Etap 4
| Rybnik - Cieszyn | pagórkowaty | (201,4 km) |

| \| Klasyfikacja etapu \| Klasyfikacja etapu \| Klasyfikacja etapu \| Klasyfikacja etapu \| Klasyfikacja etapu \| \| Kolarz \| Kolarz \| Państwo \| Drużyna \| Czas \| \| ------------------ \| --------------------- \| ------------------ \| ----------------------- \| ------------------ \| \| 1. \| Paul Magnier \| Francja \| Soudal Quick-Step \| 4h 36' 09" \| \| 2. \| Ben Turner \| Wielka Brytania \| Ineos Grenadiers \| + 0" \| \| 3. \| Tim Torn Teutenberg \| Niemcy \| Lidl-Trek \| + 0" \| \| 4. \| Thibaud Gruel \| Francja \| Groupama-FDJ \| + 0" \| \| 5. \| Madis Mihkels \| Estonia \| EF Education-EasyPost \| + 0" \| \| 6. \| Stanisław Aniołkowski \| Polska \| Cofidis \| + 0" \| \| 7. \| Tim van Dijke \| Holandia \| Red Bull-Bora-Hansgrohe \| + 0" \| \| 8. \| Jensen Plowright \| Australia \| Alpecin-Deceuninck \| + 0" \| \| 9. \| Finn Fisher-Black \| Nowa Zelandia \| Red Bull-Bora-Hansgrohe \| + 0" \| \| 10. \| Jan Christen \| Szwajcaria \| UAE Team Emirates XRG \| + 0" \| |                       |                 |                         |            |
| |                       |                 |                         |            |
| |                       |                 |                         |            |
| Klasyfikacja etapu |                       |                 |                         |            |
| Kolarz | Kolarz                | Państwo         | Drużyna                 | Czas       |
| 1. | Paul Magnier          | Francja         | Soudal Quick-Step       | 4h 36' 09" |
| 2. | Ben Turner            | Wielka Brytania | Ineos Grenadiers        | + 0"       |
| 3. | Tim Torn Teutenberg   | Niemcy          | Lidl-Trek               | + 0"       |
| 4. | Thibaud Gruel         | Francja         | Groupama-FDJ            | + 0"       |
| 5. | Madis Mihkels         | Estonia         | EF Education-EasyPost   | + 0"       |
| 6. | Stanisław Aniołkowski | Polska          | Cofidis                 | + 0"       |
| 7. | Tim van Dijke         | Holandia        | Red Bull-Bora-Hansgrohe | + 0"       |
| 8. | Jensen Plowright      | Australia       | Alpecin-Deceuninck      | + 0"       |
| 9. | Finn Fisher-Black     | Nowa Zelandia   | Red Bull-Bora-Hansgrohe | + 0"       |
| 10. | Jan Christen          | Szwajcaria      | UAE Team Emirates XRG   | + 0"       |

| \| Klasyfikacja generalna \| Klasyfikacja generalna \| Klasyfikacja generalna \| Klasyfikacja generalna \| Klasyfikacja generalna \| \| Kolarz \| Kolarz \| Państwo \| Drużyna \| Czas \| \| ---------------------- \| ---------------------- \| ---------------------- \| -------------------------- \| ---------------------- \| \| 1. \| Paul Lapeira \| Francja \| Decathlon-AG2R La Mondiale \| 16h 33' 19" \| \| 2. \| Victor Langellotti \| Monako \| Ineos Grenadiers \| + 8" \| \| 3. \| Jan Christen \| Szwajcaria \| UAE Team Emirates XRG \| + 12" \| \| 4. \| Antonio Tiberi \| Włochy \| Bahrain Victorious \| + 12" \| \| 5. \| Finn Fisher-Black \| Nowa Zelandia \| Red Bull-Bora-Hansgrohe \| + 14" \| \| 6. \| Quinten Hermans \| Belgia \| Alpecin-Deceuninck \| + 14" \| \| 7. \| Brandon McNulty \| Stany Zjednoczone \| UAE Team Emirates XRG \| + 14" \| \| 8. \| Rafał Majka \| Polska \| UAE Team Emirates XRG \| + 14" \| \| 9. \| Mikkel Frølich Honoré \| Dania \| EF Education-EasyPost \| + 18" \| \| 10. \| Alberto Bettiol \| Włochy \| XDS Astana Team \| + 18" \| |                       |                   |                            |             |
| |                       |                   |                            |             |
| |                       |                   |                            |             |
| Klasyfikacja generalna |                       |                   |                            |             |
| Kolarz | Kolarz                | Państwo           | Drużyna                    | Czas        |
| 1. | Paul Lapeira          | Francja           | Decathlon-AG2R La Mondiale | 16h 33' 19" |
| 2. | Victor Langellotti    | Monako            | Ineos Grenadiers           | + 8"        |
| 3. | Jan Christen          | Szwajcaria        | UAE Team Emirates XRG      | + 12"       |
| 4. | Antonio Tiberi        | Włochy            | Bahrain Victorious         | + 12"       |
| 5. | Finn Fisher-Black     | Nowa Zelandia     | Red Bull-Bora-Hansgrohe    | + 14"       |
| 6. | Quinten Hermans       | Belgia            | Alpecin-Deceuninck         | + 14"       |
| 7. | Brandon McNulty       | Stany Zjednoczone | UAE Team Emirates XRG      | + 14"       |
| 8. | Rafał Majka           | Polska            | UAE Team Emirates XRG      | + 14"       |
| 9. | Mikkel Frølich Honoré | Dania             | EF Education-EasyPost      | + 18"       |
| 10. | Alberto Bettiol       | Włochy            | XDS Astana Team            | + 18"       |

### Etap 5
| Katowice - Zakopane | pagórkowaty | (206,1 km) |

| \| Klasyfikacja etapu \| Klasyfikacja etapu \| Klasyfikacja etapu \| Klasyfikacja etapu \| Klasyfikacja etapu \| \| Kolarz \| Kolarz \| Państwo \| Drużyna \| Czas \| \| ------------------ \| ----------------------- \| ------------------ \| -------------------------- \| ------------------ \| \| 1. \| Matthew Brennan \| Wielka Brytania \| Team Visma \\| Lease a Bike \| 4h 50' 04" \| \| 2. \| Ben Turner \| Wielka Brytania \| Ineos Grenadiers \| + 0" \| \| 3. \| Andrea Bagioli \| Włochy \| Lidl-Trek \| + 0" \| \| 4. \| Andrea Raccagni Noviero \| Włochy \| Soudal Quick-Step \| + 0" \| \| 5. \| Thibaud Gruel \| Francja \| Groupama-FDJ \| + 0" \| \| 6. \| Antonio Tiberi \| Włochy \| Bahrain Victorious \| + 0" \| \| 7. \| Finn Fisher-Black \| Nowa Zelandia \| Red Bull-Bora-Hansgrohe \| + 0" \| \| 8. \| Alberto Bettiol \| Włochy \| XDS Astana Team \| + 0" \| \| 9. \| Pier-André Côté \| Kanada \| Israel-Premier Tech \| + 0" \| \| 10. \| Lorenzo Milesi \| Włochy \| Movistar Team \| + 0" \| |                         |                 |                            |            |
| |                         |                 |                            |            |
| |                         |                 |                            |            |
| Klasyfikacja etapu |                         |                 |                            |            |
| Kolarz | Kolarz                  | Państwo         | Drużyna                    | Czas       |
| 1. | Matthew Brennan         | Wielka Brytania | Team Visma \| Lease a Bike | 4h 50' 04" |
| 2. | Ben Turner              | Wielka Brytania | Ineos Grenadiers           | + 0"       |
| 3. | Andrea Bagioli          | Włochy          | Lidl-Trek                  | + 0"       |
| 4. | Andrea Raccagni Noviero | Włochy          | Soudal Quick-Step          | + 0"       |
| 5. | Thibaud Gruel           | Francja         | Groupama-FDJ               | + 0"       |
| 6. | Antonio Tiberi          | Włochy          | Bahrain Victorious         | + 0"       |
| 7. | Finn Fisher-Black       | Nowa Zelandia   | Red Bull-Bora-Hansgrohe    | + 0"       |
| 8. | Alberto Bettiol         | Włochy          | XDS Astana Team            | + 0"       |
| 9. | Pier-André Côté         | Kanada          | Israel-Premier Tech        | + 0"       |
| 10. | Lorenzo Milesi          | Włochy          | Movistar Team              | + 0"       |

| \| Klasyfikacja generalna \| Klasyfikacja generalna \| Klasyfikacja generalna \| Klasyfikacja generalna \| Klasyfikacja generalna \| \| Kolarz \| Kolarz \| Państwo \| Drużyna \| Czas \| \| ---------------------- \| ---------------------- \| ---------------------- \| -------------------------- \| ---------------------- \| \| 1. \| Paul Lapeira \| Francja \| Decathlon-AG2R La Mondiale \| 21h 23' 23" \| \| 2. \| Victor Langellotti \| Monako \| Ineos Grenadiers \| + 8" \| \| 3. \| Jan Christen \| Szwajcaria \| UAE Team Emirates XRG \| + 12" \| \| 4. \| Antonio Tiberi \| Włochy \| Bahrain Victorious \| + 12" \| \| 5. \| Finn Fisher-Black \| Nowa Zelandia \| Red Bull-Bora-Hansgrohe \| + 14" \| \| 6. \| Quinten Hermans \| Belgia \| Alpecin-Deceuninck \| + 14" \| \| 7. \| Brandon McNulty \| Stany Zjednoczone \| UAE Team Emirates XRG \| + 14" \| \| 8. \| Rafał Majka \| Polska \| UAE Team Emirates XRG \| + 14" \| \| 9. \| Alberto Bettiol \| Włochy \| XDS Astana Team \| + 18" \| \| 10. \| Matteo Sobrero \| Włochy \| Red Bull-Bora-Hansgrohe \| + 19" \| |                    |                   |                            |             |
| |                    |                   |                            |             |
| |                    |                   |                            |             |
| Klasyfikacja generalna |                    |                   |                            |             |
| Kolarz | Kolarz             | Państwo           | Drużyna                    | Czas        |
| 1. | Paul Lapeira       | Francja           | Decathlon-AG2R La Mondiale | 21h 23' 23" |
| 2. | Victor Langellotti | Monako            | Ineos Grenadiers           | + 8"        |
| 3. | Jan Christen       | Szwajcaria        | UAE Team Emirates XRG      | + 12"       |
| 4. | Antonio Tiberi     | Włochy            | Bahrain Victorious         | + 12"       |
| 5. | Finn Fisher-Black  | Nowa Zelandia     | Red Bull-Bora-Hansgrohe    | + 14"       |
| 6. | Quinten Hermans    | Belgia            | Alpecin-Deceuninck         | + 14"       |
| 7. | Brandon McNulty    | Stany Zjednoczone | UAE Team Emirates XRG      | + 14"       |
| 8. | Rafał Majka        | Polska            | UAE Team Emirates XRG      | + 14"       |
| 9. | Alberto Bettiol    | Włochy            | XDS Astana Team            | + 18"       |
| 10. | Matteo Sobrero     | Włochy            | Red Bull-Bora-Hansgrohe    | + 19"       |

### Etap 6
| Bukowina Tatrzańska - Bukowina Tatrzańska | pagórkowaty | (147,5 km) |

| \| Klasyfikacja etapu \| Klasyfikacja etapu \| Klasyfikacja etapu \| Klasyfikacja etapu \| Klasyfikacja etapu \| \| Kolarz \| Kolarz \| Państwo \| Drużyna \| Czas \| \| ------------------ \| ---------------------- \| ------------------ \| -------------------------- \| ------------------ \| \| 1. \| Victor Langellotti \| Monako \| Ineos Grenadiers \| 3h 32' 58" \| \| 2. \| Brandon McNulty \| Stany Zjednoczone \| UAE Team Emirates XRG \| + 0" \| \| 3. \| Pello Bilbao \| Hiszpania \| Bahrain Victorious \| + 7" \| \| 4. \| Johannes Staune-Mittet \| Norwegia \| Decathlon-AG2R La Mondiale \| + 8" \| \| 5. \| Antonio Tiberi \| Włochy \| Bahrain Victorious \| + 8" \| \| 6. \| Yannis Voisard \| Szwajcaria \| Tudor Pro Cycling Team \| + 8" \| \| 7. \| Marco Frigo \| Włochy \| Israel-Premier Tech \| + 8" \| \| 8. \| Matteo Sobrero \| Włochy \| Red Bull-Bora-Hansgrohe \| + 8" \| \| 9. \| Rafał Majka \| Polska \| UAE Team Emirates XRG \| + 8" \| \| 10. \| Jan Christen \| Szwajcaria \| UAE Team Emirates XRG \| + 8" \| |                        |                   |                            |            |
| |                        |                   |                            |            |
| |                        |                   |                            |            |
| Klasyfikacja etapu |                        |                   |                            |            |
| Kolarz | Kolarz                 | Państwo           | Drużyna                    | Czas       |
| 1. | Victor Langellotti     | Monako            | Ineos Grenadiers           | 3h 32' 58" |
| 2. | Brandon McNulty        | Stany Zjednoczone | UAE Team Emirates XRG      | + 0"       |
| 3. | Pello Bilbao           | Hiszpania         | Bahrain Victorious         | + 7"       |
| 4. | Johannes Staune-Mittet | Norwegia          | Decathlon-AG2R La Mondiale | + 8"       |
| 5. | Antonio Tiberi         | Włochy            | Bahrain Victorious         | + 8"       |
| 6. | Yannis Voisard         | Szwajcaria        | Tudor Pro Cycling Team     | + 8"       |
| 7. | Marco Frigo            | Włochy            | Israel-Premier Tech        | + 8"       |
| 8. | Matteo Sobrero         | Włochy            | Red Bull-Bora-Hansgrohe    | + 8"       |
| 9. | Rafał Majka            | Polska            | UAE Team Emirates XRG      | + 8"       |
| 10. | Jan Christen           | Szwajcaria        | UAE Team Emirates XRG      | + 8"       |

| \| Klasyfikacja generalna \| Klasyfikacja generalna \| Klasyfikacja generalna \| Klasyfikacja generalna \| Klasyfikacja generalna \| \| Kolarz \| Kolarz \| Państwo \| Drużyna \| Czas \| \| ---------------------- \| ---------------------- \| ---------------------- \| ----------------------- \| ---------------------- \| \| 1. \| Victor Langellotti \| Monako \| Ineos Grenadiers \| 24h 56' 19" \| \| 2. \| Brandon McNulty \| Stany Zjednoczone \| UAE Team Emirates XRG \| + 7" \| \| 3. \| Antonio Tiberi \| Włochy \| Bahrain Victorious \| + 20" \| \| 4. \| Jan Christen \| Szwajcaria \| UAE Team Emirates XRG \| + 21" \| \| 5. \| Pello Bilbao \| Hiszpania \| Bahrain Victorious \| + 24" \| \| 6. \| Rafał Majka \| Polska \| UAE Team Emirates XRG \| + 24" \| \| 7. \| Alberto Bettiol \| Włochy \| XDS Astana Team \| + 28" \| \| 8. \| Matteo Sobrero \| Włochy \| Red Bull-Bora-Hansgrohe \| + 29" \| \| 9. \| Filippo Zana \| Włochy \| Team Jayco AlUla \| + 29" \| \| 10. \| Marco Frigo \| Włochy \| Israel-Premier Tech \| + 29" \| |                    |                   |                         |             |
| |                    |                   |                         |             |
| |                    |                   |                         |             |
| Klasyfikacja generalna |                    |                   |                         |             |
| Kolarz | Kolarz             | Państwo           | Drużyna                 | Czas        |
| 1. | Victor Langellotti | Monako            | Ineos Grenadiers        | 24h 56' 19" |
| 2. | Brandon McNulty    | Stany Zjednoczone | UAE Team Emirates XRG   | + 7"        |
| 3. | Antonio Tiberi     | Włochy            | Bahrain Victorious      | + 20"       |
| 4. | Jan Christen       | Szwajcaria        | UAE Team Emirates XRG   | + 21"       |
| 5. | Pello Bilbao       | Hiszpania         | Bahrain Victorious      | + 24"       |
| 6. | Rafał Majka        | Polska            | UAE Team Emirates XRG   | + 24"       |
| 7. | Alberto Bettiol    | Włochy            | XDS Astana Team         | + 28"       |
| 8. | Matteo Sobrero     | Włochy            | Red Bull-Bora-Hansgrohe | + 29"       |
| 9. | Filippo Zana       | Włochy            | Team Jayco AlUla        | + 29"       |
| 10. | Marco Frigo        | Włochy            | Israel-Premier Tech     | + 29"       |

### Etap 7
| Wieliczka - Wieliczka | jazda indywidualna na czas | (12,5 km) |

| \| Klasyfikacja etapu \| Klasyfikacja etapu \| Klasyfikacja etapu \| Klasyfikacja etapu \| Klasyfikacja etapu \| \| Kolarz \| Kolarz \| Państwo \| Drużyna \| Czas \| \| ------------------ \| ------------------ \| ------------------ \| ----------------------- \| ------------------ \| \| 1. \| Brandon McNulty \| Stany Zjednoczone \| UAE Team Emirates XRG \| 14' 31" \| \| 2. \| Lorenzo Milesi \| Włochy \| Movistar Team \| + 12" \| \| 3. \| Matteo Sobrero \| Włochy \| Red Bull-Bora-Hansgrohe \| + 15" \| \| 4. \| Antonio Tiberi \| Włochy \| Bahrain Victorious \| + 16" \| \| 5. \| Ben Turner \| Wielka Brytania \| Ineos Grenadiers \| + 19" \| \| 6. \| Stefan Küng \| Szwajcaria \| Groupama-FDJ \| + 20" \| \| 7. \| Huub Artz \| Holandia \| Intermarché-Wanty \| + 23" \| \| 8. \| Jan Christen \| Szwajcaria \| UAE Team Emirates XRG \| + 25" \| \| 9. \| Marco Frigo \| Włochy \| Israel-Premier Tech \| + 26" \| \| 10. \| Alberto Bettiol \| Włochy \| XDS Astana Team \| + 26" \| |                 |                   |                         |         |
| |                 |                   |                         |         |
| |                 |                   |                         |         |
| Klasyfikacja etapu |                 |                   |                         |         |
| Kolarz | Kolarz          | Państwo           | Drużyna                 | Czas    |
| 1. | Brandon McNulty | Stany Zjednoczone | UAE Team Emirates XRG   | 14' 31" |
| 2. | Lorenzo Milesi  | Włochy            | Movistar Team           | + 12"   |
| 3. | Matteo Sobrero  | Włochy            | Red Bull-Bora-Hansgrohe | + 15"   |
| 4. | Antonio Tiberi  | Włochy            | Bahrain Victorious      | + 16"   |
| 5. | Ben Turner      | Wielka Brytania   | Ineos Grenadiers        | + 19"   |
| 6. | Stefan Küng     | Szwajcaria        | Groupama-FDJ            | + 20"   |
| 7. | Huub Artz       | Holandia          | Intermarché-Wanty       | + 23"   |
| 8. | Jan Christen    | Szwajcaria        | UAE Team Emirates XRG   | + 25"   |
| 9. | Marco Frigo     | Włochy            | Israel-Premier Tech     | + 26"   |
| 10. | Alberto Bettiol | Włochy            | XDS Astana Team         | + 26"   |

## Klasyfikacje

### Klasyfikacja generalna
| \| Klasyfikacja generalna \| Klasyfikacja generalna \| Klasyfikacja generalna \| Klasyfikacja generalna \| Klasyfikacja generalna \| \| Kolarz \| Kolarz \| Państwo \| Drużyna \| Czas \| \| ---------------------- \| ----------------------- \| ---------------------- \| -------------------------- \| ---------------------- \| \| 1. \| Brandon McNulty \| Stany Zjednoczone \| UAE Team Emirates XRG \| 25h 10' 57" \| \| 2. \| Antonio Tiberi \| Włochy \| Bahrain Victorious \| + 29" \| \| 3. \| Matteo Sobrero \| Włochy \| Red Bull-Bora-Hansgrohe \| + 37" \| \| 4. \| Jan Christen \| Szwajcaria \| UAE Team Emirates XRG \| + 39" \| \| 5. \| Victor Langellotti \| Monako \| Ineos Grenadiers \| + 39" \| \| 6. \| Alberto Bettiol \| Włochy \| XDS Astana Team \| + 47" \| \| 7. \| Marco Frigo \| Włochy \| Israel-Premier Tech \| + 48" \| \| 8. \| Rafał Majka \| Polska \| UAE Team Emirates XRG \| + 59" \| \| 9. \| Pello Bilbao \| Hiszpania \| Bahrain Victorious \| + 1' 02" \| \| 10. \| Filippo Zana \| Włochy \| Team Jayco AlUla \| + 1' 09" \| \| 11. \| Yannis Voisard \| Szwajcaria \| Tudor Pro Cycling Team \| + 1' 17" \| \| 12. \| Johannes Staune-Mittet \| Norwegia \| Decathlon-AG2R La Mondiale \| + 1' 23" \| \| 13. \| Matthew Riccitello \| Stany Zjednoczone \| Israel-Premier Tech \| + 1' 27" \| \| 14. \| Embret Svestad-Bårdseng \| Norwegia \| Arkéa-B&B Hotels \| + 1' 42" \| \| 15. \| Rudy Molard \| Francja \| Groupama-FDJ \| + 2' 05" \| |                         |                   |                            |             |
| |                         |                   |                            |             |
| Źródło: ProCyclingStats |                         |                   |                            |             |
| Klasyfikacja generalna |                         |                   |                            |             |
| Kolarz | Kolarz                  | Państwo           | Drużyna                    | Czas        |
| 1. | Brandon McNulty         | Stany Zjednoczone | UAE Team Emirates XRG      | 25h 10' 57" |
| 2. | Antonio Tiberi          | Włochy            | Bahrain Victorious         | + 29"       |
| 3. | Matteo Sobrero          | Włochy            | Red Bull-Bora-Hansgrohe    | + 37"       |
| 4. | Jan Christen            | Szwajcaria        | UAE Team Emirates XRG      | + 39"       |
| 5. | Victor Langellotti      | Monako            | Ineos Grenadiers           | + 39"       |
| 6. | Alberto Bettiol         | Włochy            | XDS Astana Team            | + 47"       |
| 7. | Marco Frigo             | Włochy            | Israel-Premier Tech        | + 48"       |
| 8. | Rafał Majka             | Polska            | UAE Team Emirates XRG      | + 59"       |
| 9. | Pello Bilbao            | Hiszpania         | Bahrain Victorious         | + 1' 02"    |
| 10. | Filippo Zana            | Włochy            | Team Jayco AlUla           | + 1' 09"    |
| 11. | Yannis Voisard          | Szwajcaria        | Tudor Pro Cycling Team     | + 1' 17"    |
| 12. | Johannes Staune-Mittet  | Norwegia          | Decathlon-AG2R La Mondiale | + 1' 23"    |
| 13. | Matthew Riccitello      | Stany Zjednoczone | Israel-Premier Tech        | + 1' 27"    |
| 14. | Embret Svestad-Bårdseng | Norwegia          | Arkéa-B&B Hotels           | + 1' 42"    |
| 15. | Rudy Molard             | Francja           | Groupama-FDJ               | + 2' 05"    |

| Klasyfikacja punktowa | Klasyfikacja punktowa | Klasyfikacja punktowa | Klasyfikacja punktowa   | Klasyfikacja punktowa |
| Kolarz                | Kolarz                | Państwo               | Drużyna                 | Punkty                |
| --------------------- | --------------------- | --------------------- | ----------------------- | --------------------- |
| 1.                    | Ben Turner            | Wielka Brytania       | Ineos Grenadiers        | 88 pkt                |
| 2.                    | Jan Christen          | Szwajcaria            | UAE Team Emirates XRG   | 71 pkt                |
| 3.                    | Brandon McNulty       | Stany Zjednoczone     | UAE Team Emirates XRG   | 69 pkt                |
| 4.                    | Antonio Tiberi        | Włochy                | Bahrain Victorious      | 65 pkt                |
| 5.                    | Pello Bilbao          | Hiszpania             | Bahrain Victorious      | 55 pkt                |
| 6.                    | Alberto Bettiol       | Włochy                | XDS Astana Team         | 52 pkt                |
| 7.                    | Victor Langellotti    | Monako                | Ineos Grenadiers        | 48 pkt                |
| 8.                    | Andrea Bagioli        | Włochy                | Lidl-Trek               | 40 pkt                |
| 9.                    | Paul Magnier          | Francja               | Soudal Quick-Step       | 39 pkt                |
| 10.                   | Matteo Sobrero        | Włochy                | Red Bull-Bora-Hansgrohe | 38 pkt                |

| Klasyfikacja punktowa | Klasyfikacja punktowa | Klasyfikacja punktowa | Klasyfikacja punktowa   | Klasyfikacja punktowa |
| Kolarz                | Kolarz                | Państwo               | Drużyna                 | Punkty                |
| --------------------- | --------------------- | --------------------- | ----------------------- | --------------------- |
| 1.                    | Ben Turner            | Wielka Brytania       | Ineos Grenadiers        | 88 pkt                |
| 2.                    | Jan Christen          | Szwajcaria            | UAE Team Emirates XRG   | 71 pkt                |
| 3.                    | Brandon McNulty       | Stany Zjednoczone     | UAE Team Emirates XRG   | 69 pkt                |
| 4.                    | Antonio Tiberi        | Włochy                | Bahrain Victorious      | 65 pkt                |
| 5.                    | Pello Bilbao          | Hiszpania             | Bahrain Victorious      | 55 pkt                |
| 6.                    | Alberto Bettiol       | Włochy                | XDS Astana Team         | 52 pkt                |
| 7.                    | Victor Langellotti    | Monako                | Ineos Grenadiers        | 48 pkt                |
| 8.                    | Andrea Bagioli        | Włochy                | Lidl-Trek               | 40 pkt                |
| 9.                    | Paul Magnier          | Francja               | Soudal Quick-Step       | 39 pkt                |
| 10.                   | Matteo Sobrero        | Włochy                | Red Bull-Bora-Hansgrohe | 38 pkt                |

| Klasyfikacja górska | Klasyfikacja górska | Klasyfikacja górska | Klasyfikacja górska     | Klasyfikacja górska |
| Kolarz              | Kolarz              | Państwo             | Drużyna                 | Punkty              |
| ------------------- | ------------------- | ------------------- | ----------------------- | ------------------- |
| 1.                  | Timo Kielich        | Belgia              | Alpecin-Deceuninck      | 75 pkt              |
| 2.                  | Patrick Gamper      | Austria             | Team Jayco AlUla        | 26 pkt              |
| 3.                  | Tomasz Budziński    | Polska              | Polska                  | 23 pkt              |
| 4.                  | Antonio Tiberi      | Włochy              | Bahrain Victorious      | 20 pkt              |
| 5.                  | Chris Hamilton      | Australia           | Team Picnic-PostNL      | 20 pkt              |
| 6.                  | Filip Maciejuk      | Polska              | Red Bull-Bora-Hansgrohe | 19 pkt              |
| 7.                  | Reuben Thompson     | Nowa Zelandia       | Lotto                   | 16 pkt              |
| 8.                  | Jensen Plowright    | Australia           | Alpecin-Deceuninck      | 15 pkt              |
| 9.                  | Colby Simmons       | Stany Zjednoczone   | EF Education-EasyPost   | 15 pkt              |
| 10.                 | Brandon McNulty     | Stany Zjednoczone   | UAE Team Emirates XRG   | 14 pkt              |

| Klasyfikacja górska | Klasyfikacja górska | Klasyfikacja górska | Klasyfikacja górska     | Klasyfikacja górska |
| Kolarz              | Kolarz              | Państwo             | Drużyna                 | Punkty              |
| ------------------- | ------------------- | ------------------- | ----------------------- | ------------------- |
| 1.                  | Timo Kielich        | Belgia              | Alpecin-Deceuninck      | 75 pkt              |
| 2.                  | Patrick Gamper      | Austria             | Team Jayco AlUla        | 26 pkt              |
| 3.                  | Tomasz Budziński    | Polska              | Polska                  | 23 pkt              |
| 4.                  | Antonio Tiberi      | Włochy              | Bahrain Victorious      | 20 pkt              |
| 5.                  | Chris Hamilton      | Australia           | Team Picnic-PostNL      | 20 pkt              |
| 6.                  | Filip Maciejuk      | Polska              | Red Bull-Bora-Hansgrohe | 19 pkt              |
| 7.                  | Reuben Thompson     | Nowa Zelandia       | Lotto                   | 16 pkt              |
| 8.                  | Jensen Plowright    | Australia           | Alpecin-Deceuninck      | 15 pkt              |
| 9.                  | Colby Simmons       | Stany Zjednoczone   | EF Education-EasyPost   | 15 pkt              |
| 10.                 | Brandon McNulty     | Stany Zjednoczone   | UAE Team Emirates XRG   | 14 pkt              |

| Klasyfikacja najaktywniejszych | Klasyfikacja najaktywniejszych | Klasyfikacja najaktywniejszych | Klasyfikacja najaktywniejszych | Klasyfikacja najaktywniejszych |
| Kolarz                         | Kolarz                         | Państwo                        | Drużyna                        | Punkty                         |
| ------------------------------ | ------------------------------ | ------------------------------ | ------------------------------ | ------------------------------ |

| Klasyfikacja najaktywniejszych | Klasyfikacja najaktywniejszych | Klasyfikacja najaktywniejszych | Klasyfikacja najaktywniejszych | Klasyfikacja najaktywniejszych |
| Kolarz                         | Kolarz                         | Państwo                        | Drużyna                        | Punkty                         |
| ------------------------------ | ------------------------------ | ------------------------------ | ------------------------------ | ------------------------------ |

| Klasyfikacja drużynowa | Klasyfikacja drużynowa     | Klasyfikacja drużynowa       | Klasyfikacja drużynowa |
| Drużyna                | Drużyna                    | Państwo                      | Czas                   |
| ---------------------- | -------------------------- | ---------------------------- | ---------------------- |
| 1.                     | UAE Team Emirates XRG      | Zjednoczone Emiraty Arabskie | 75h 34' 39"            |
| 2.                     | Israel-Premier Tech        | Izrael                       | + 3' 07"               |
| 3.                     | Bahrain-Victorious         | Bahrajn                      | + 5' 33"               |
| 4.                     | Lidl-Trek                  | Stany Zjednoczone            | + 7' 24"               |
| 5.                     | Team Visma \| Lease a Bike | Holandia                     | + 11' 55"              |
| 6.                     | XDS Astana Team            | Kazachstan                   | + 12' 14"              |
| 7.                     | Groupama-FDJ               | Francja                      | + 13' 27"              |
| 8.                     | Team Picnic-PostNL         | Holandia                     | + 14' 19"              |
| 9.                     | Polska                     | Polska                       | + 16' 31"              |
| 10.                    | Movistar Team              | Hiszpania                    | + 17' 42"              |

| Klasyfikacja drużynowa | Klasyfikacja drużynowa     | Klasyfikacja drużynowa       | Klasyfikacja drużynowa |
| Drużyna                | Drużyna                    | Państwo                      | Czas                   |
| ---------------------- | -------------------------- | ---------------------------- | ---------------------- |
| 1.                     | UAE Team Emirates XRG      | Zjednoczone Emiraty Arabskie | 75h 34' 39"            |
| 2.                     | Israel-Premier Tech        | Izrael                       | + 3' 07"               |
| 3.                     | Bahrain-Victorious         | Bahrajn                      | + 5' 33"               |
| 4.                     | Lidl-Trek                  | Stany Zjednoczone            | + 7' 24"               |
| 5.                     | Team Visma \| Lease a Bike | Holandia                     | + 11' 55"              |
| 6.                     | XDS Astana Team            | Kazachstan                   | + 12' 14"              |
| 7.                     | Groupama-FDJ               | Francja                      | + 13' 27"              |
| 8.                     | Team Picnic-PostNL         | Holandia                     | + 14' 19"              |
| 9.                     | Polska                     | Polska                       | + 16' 31"              |
| 10.                    | Movistar Team              | Hiszpania                    | + 17' 42"              |

### Liderzy klasyfikacji
| Etap   |                            | Pierwsze miejsce _ | Klasyfikacja generalna | Punktowa     | Górska           | Lotnych finiszy | Drużynowa _           | Krajowa _    |
| ------ | -------------------------- | ------------------ | ---------------------- | ------------ | ---------------- | --------------- | --------------------- | ------------ |
| 1      | płaski                     | Olav Kooij         | Olav Kooij             | Olav Kooij   | Bauke Mollema    | Donavan Grondin | XDS Astana Team       | Patryk Stosz |
| 2      | pagórkowaty                | Paul Lapeira       | Paul Lapeira           | Paul Lapeira | Tomasz Budziński | Patryk Stosz    | UAE Team Emirates XRG | Rafał Majka  |
| 3      | pagórkowaty                | Ben Turner         | Paul Lapeira           | Ben Turner   | Timo Kielich     | Patryk Stosz    | UAE Team Emirates XRG | Rafał Majka  |
| 4      | pagórkowaty                | Paul Magnier       | Paul Lapeira           | Ben Turner   | Timo Kielich     | Patryk Stosz    | UAE Team Emirates XRG | Rafał Majka  |
| 5      | pagórkowaty                | Matthew Brennan    | Paul Lapeira           | Ben Turner   | Timo Kielich     | Patryk Stosz    | UAE Team Emirates XRG | Rafał Majka  |
| 6      | pagórkowaty                | Victor Langellotti | Victor Langellotti     | Ben Turner   | Timo Kielich     | Patryk Stosz    | UAE Team Emirates XRG | Rafał Majka  |
| 7      | jazda indywidualna na czas | Brandon McNulty    | Brandon McNulty        | Ben Turner   | Timo Kielich     | Patryk Stosz    | UAE Team Emirates XRG | Rafał Majka  |
| Koniec | Koniec                     |                    | Brandon McNulty        | Ben Turner   | Timo Kielich     | Patryk Stosz    | UAE Team Emirates XRG | Rafał Majka  |